# Pulsiossimetro

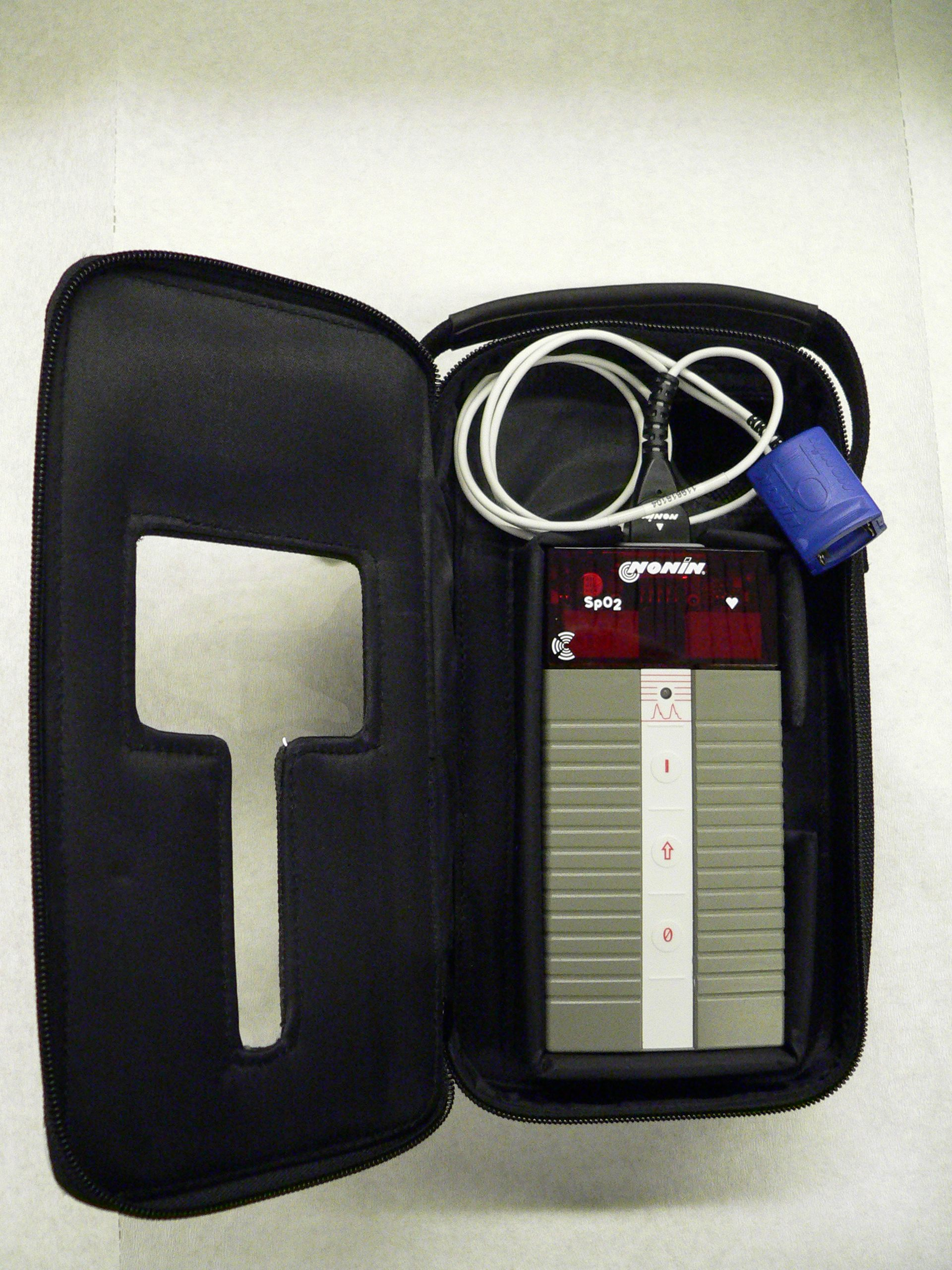
Un saturimetro portatile utilizzato per il soccorso.

Il pulsiossimetro (o pulsossimetro), chiamato anche o ossimetro o saturimetro, è un'apparecchiatura medica che permette di misurare in maniera non invasiva la saturazione dell'emoglobina nel sangue.
Si basa sulla tecnologia sviluppata da Takuo Aoyagi nel 1974 per l'azienda giapponese Nihon Kohden. 
Non consente di stabilire quale sia la molecola a cui è legata l'emoglobina, ma solo la percentuale di emoglobina legata. Di norma l'emoglobina lega l'ossigeno, per cui si può ottenere una stima della quantità di ossigeno presente nel sangue.
Questo strumento permette di visualizzare la saturazione, la frequenza cardiaca e l'intensità della pulsazione. Alcuni modelli permettono anche di vedere il tracciato dell'andamento della pulsazione (curva pletismografica), registrare un periodo di misurazione e avere porte di comunicazione USB o infrarossi.

## Descrizione

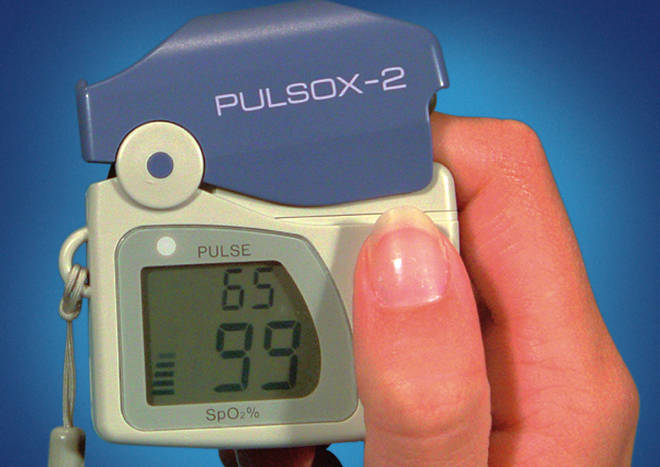
Uno dei primi modelli di pulsiossimetro.

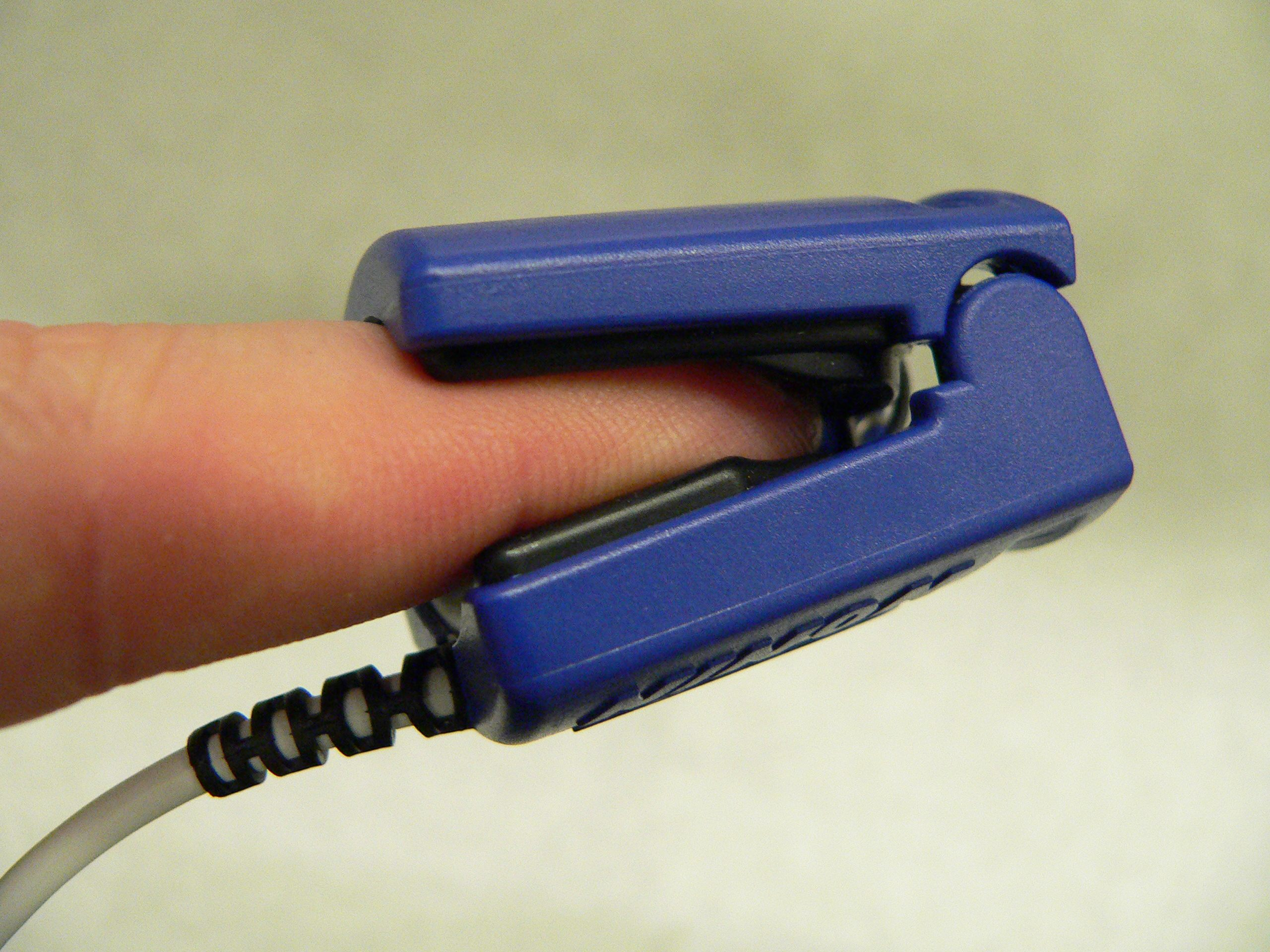
La sonda del saturimetro applicata al dito.

In genere è formato da una sonda che effettua la misurazione e da un'unità che calcola e visualizza il risultato della misurazione. Alcuni modelli più recenti presentano sonda unità di calcolo in un'unica struttura, diminuendo gli ingombri.
La sonda di un normale pulsiossimetro è costituita da una "pinza" che in genere viene applicata all'ultima falange di un dito del paziente o ad altre appendici, ad esempio al lobo dell'orecchio. 
La sonda è collegata con l'unità di calcolo che visualizza la misura tramite un monitor, di solito a cristalli liquidi.

## Principi di funzionamento
La sonda è composta da due diodi e una fotocellula. La luce emessa dai diodi nel campo del rosso e dell'infrarosso attraversa la cute e la circolazione del paziente e viene ricevuta dalla fotocellula.
L'emoglobina legata assorbe la luce in determinate lunghezze d’onda; conoscendo la quantità di luce iniziale e quella finale, l'apparecchiatura è in grado di calcolare la saturazione dell'ossigeno nel paziente, indicata con l'abbreviazione SpO2.
Gli ossimetri ottici si basano sui diversi spettri di assorbimento dell'Hb (emoglobina non legata) e dell'HbO2 (emoglobina legata all'ossigeno o ossiemoglobina), differenza che è anche alla base del diverso colore tra sangue arterioso e venoso. 
Si utilizzano almeno due lunghezze d'onda: la prima nel rosso attorno a 660 nm e la seconda nell'infrarosso tra 805 e 1000 nm. Il punto isosbestico dell'Hb e dell'HbO2 è uguale a 805 nm, per cui questa lunghezza d'onda (detta “isosbestica”) è utilizzata come riferimento.
Nell'ossimetria a riflessione la luce diffusa all'indietro dal campione (backscattering) è campionata a due diverse lunghezze d'onda (λ1 e λ2) e la saturazione dell'ossigeno viene stimata dalla seguente relazione empirica:
{\displaystyle SpO_{2}=A-B\cdot {\frac {R(\lambda _{1})}{R(\lambda _{2})}}}
dove:
- {\displaystyle R(\lambda )=\log \left({\frac {I_{o}}{I_{r}}}\right)}, è detta riflettanza alla lunghezza d'onda considerata {\displaystyle \lambda };
- {\displaystyle I_{o}} = intensità della luce incidente;
- {\displaystyle I_{r}} = intensità della luce riflessa;
- {\displaystyle A} e {\displaystyle B} sono costanti che dipendono dall'ematocrito (quantità di globuli rossi nel volume di sangue). Per compensare questa dipendenza, si usa di solito una terza lunghezza d'onda.

Invece nell'ossimetria a trasmissione si analizza la luce che attraversa il campione, definendo la densità ottica (assorbanza) come:
{\displaystyle d={\frac {I_{o}}{I_{t}}}}
e applicando la legge di Beer al campione di sostanza si ha:
{\displaystyle d=L\cdot [h(Hb)\ C(Hb)+h(HbO_{2})\ C(HbO_{2})]}
dove: 
- {\displaystyle C} = concentrazione;
- {\displaystyle h} = coefficiente di estinzione (assorbimento);
- {\displaystyle L} = cammino ottico (contributo lineare dei vari componenti all'assorbimento complessivo);

Effettuando misure di densità a due diverse lunghezze d'onda (λ1 e λ2), le concentrazioni di emoglobina e di ossiemoglobina (C(Hb) e C(HbO2)) possono essere determinate come incognite di un sistema di due equazioni lineari in cui sono noti i coefficienti di assorbimento h alle diverse lunghezze d'onda (h(λ1,HbO2), h(λ2,HbO2), h(λ1,Hb), h(λ2,Hb)) e la lunghezza L del cammino ottico:
{\displaystyle C(Hb)={\frac {(1/L)\cdot [d(\lambda _{1})h(\lambda _{2},HbO_{2})-d(\lambda _{2})h(\lambda _{1},HbO_{2})]}{h(\lambda _{1},Hb)h(\lambda _{2},HbO_{2})-h(\lambda _{1},HbO_{2})h(\lambda _{2},Hb)}}}
{\displaystyle C(HbO_{2})={\frac {(1/L)\cdot [d(\lambda _{2})h(\lambda _{1},Hb)-d(\lambda _{1})h(\lambda _{2},Hb)]}{h(\lambda _{1},Hb)h(\lambda _{2},HbO_{2})-h(\lambda _{1},HbO_{2})h(\lambda _{2},Hb)}}}
Una volta ricavate le concentrazioni C(Hb) e C(HbO2), la saturazione dell'ossigeno, comunque, può essere calcolata senza conoscere l'esatto valore di L, il quale si semplifica, essendo presente sia al numeratore sia al denominatore della frazione:
{\displaystyle SpO_{2}={\frac {C(HbO_{2})}{C(Hb)+C(HbO_{2})}}}

Nella pratica, questi strumenti, allo scopo di velocizzare i tempi di esecuzione, non effettuano un calcolo vero e proprio ma utilizzano una tabella di associazione.
Infatti, riscriviamo la relazione precedente per due lunghezze d'onda λ1 e λ2: 
{\displaystyle d(\lambda _{1})=L\cdot [h(\lambda _{1},Hb)\ C(Hb)+h(\lambda _{1},HbO_{2})\ C(HbO_{2})]}
{\displaystyle d(\lambda _{2})=L\cdot [h(\lambda _{2},Hb)\ C(Hb)+h(\lambda _{2},HbO_{2})\ C(HbO_{2})]}
ossia:
{\displaystyle (1/L)\cdot d(\lambda _{1})=h(\lambda _{1},Hb)\ C(Hb)+h(\lambda _{1},HbO_{2})\ C(HbO_{2})}
{\displaystyle (1/L)\cdot d(\lambda _{2})=h(\lambda _{2},Hb)\ C(Hb)+h(\lambda _{2},HbO_{2})\ C(HbO_{2})}
e in forma matriciale: 
{\displaystyle {\begin{pmatrix}(1/L)\cdot d(\lambda _{1})\\(1/L)\cdot d(\lambda _{2})\end{pmatrix}}={\begin{pmatrix}h(\lambda _{1},Hb)&h(\lambda _{1},HbO_{2})\\h(\lambda _{2},Hb)&h(\lambda _{2},HbO_{2})\end{pmatrix}}{\begin{pmatrix}C(Hb)\\C(HbO_{2})\end{pmatrix}}}
A questo punto, applicando il metodo di Cramer: 
{\displaystyle C(Hb)={\frac {\det {\begin{pmatrix}(1/L)\cdot d(\lambda _{1})&h(\lambda _{1},HbO_{2})\\(1/L)\cdot d(\lambda _{2})&h(\lambda _{2},HbO_{2})\end{pmatrix}}}{\det {\begin{pmatrix}h(\lambda _{1},Hb)&h(\lambda _{1},HbO_{2})\\h(\lambda _{2},Hb)&h(\lambda _{2},HbO_{2})\end{pmatrix}}}}}
{\displaystyle ={\frac {(1/L)\cdot [d(\lambda _{1})h(\lambda _{2},HbO_{2})-d(\lambda _{2})h(\lambda _{1},HbO_{2})]}{h(\lambda _{1},Hb)h(\lambda _{2},HbO_{2})-h(\lambda _{1},HbO_{2})h(\lambda _{2},Hb)}}}
e, analogamente: 
{\displaystyle C(HbO_{2})={\frac {\det {\begin{pmatrix}h(\lambda _{1},Hb)&(1/L)\cdot d(\lambda _{1})\\h(\lambda _{2},Hb)&(1/L)\cdot d(\lambda _{2})\end{pmatrix}}}{\det {\begin{pmatrix}h(\lambda _{1},Hb)&h(\lambda _{1},HbO_{2})\\h(\lambda _{2},Hb)&h(\lambda _{2},HbO_{2})\end{pmatrix}}}}}
{\displaystyle ={\frac {(1/L)\cdot [d(\lambda _{2})h(\lambda _{1},Hb)-d(\lambda _{1})h(\lambda _{2},Hb)]}{h(\lambda _{1},Hb)h(\lambda _{2},HbO_{2})-h(\lambda _{1},HbO_{2})h(\lambda _{2},Hb)}}}
Una volta ricavate le concentrazioni C(Hb) e C(HbO2) , per come è definita la saturazione, si ha: 
{\displaystyle SpO_{2}={\frac {C(HbO_{2})}{C(Hb)+C(HbO_{2})}}}

## Utilizzo e applicazioni
In genere la sonda si applica in una zona pervasa da una circolazione superficiale, come il dito di una mano o il lobo di un orecchio, questo perché una circolazione posta troppo in "profondità" non può essere raggiunta e attraversata dai fasci di luce e quindi la misurazione non può essere effettuata.
A ogni battito cardiaco è possibile visualizzare la saturazione dell'ossigeno, la frequenza e l'intensità del polso del paziente.
L'utilizzo è libero; di solito viene utilizzato sia da personale sanitario (medici e infermieri) sia da personale non sanitario addetto al soccorso. Il suo utilizzo è previsto sia nei reparti ospedalieri sia sui mezzi di soccorso in quanto è un dispositivo non invasivo, cioè non è necessario penetrare nei tessuti del paziente, ed è precoce nel riconoscere l'ipossia rispetto alle condizioni di cianosi, permettendo una diagnosi di desaturazione dell'ossigeno prima dell'insorgere di gravi complicanze.

### Limitazioni d'uso
L'utilizzo in condizioni non ottimali può portare a errori di lettura che possono falsare i risultati visualizzati. In particolare:
- lo smalto per unghie nero, blu o verde scherma le lunghezze d'onda generate dalla sonda, rendendo imprecisa la misurazione;
- la vasocostrizione dei distretti periferici, come per esempio quella delle dita, porta a una diminuzione del flusso sanguigno rilevabile dalla sonda, che quindi elabora dati falsati;
- il pulsiossimetro permette di conoscere solo la percentuale di saturazione dell'emoglobina, mentre non rivela informazioni su quale gas sia legato: questo può portare a un'errata interpretazione dei dati. Per esempio, in una intossicazione da monossido di carbonio la quantità di emoglobina legata rimane comunque elevata, perché il monossido di carbonio presenta un'affinità per l'emoglobina molto più alta rispetto all'ossigeno. In questi casi la saturazione indica un valore normale, mentre in realtà il paziente può presentare ipossia causata dal monossido di carbonio;
- ipotensione: la lettura diventa via via meno affidabile quando si scende sotto i 55-60 mmHg di sistolica;
- temperatura corporea: sotto i 35 °C si verifica una riduzione dei valori letti dell'apparecchio;
- movimenti della persona: possono creare mancate letture dell'onda pulsatile che non riesce a verificarne la forma;
- coloranti: il blu di metilene nel sangue può falsare i risultati dando una sottostima dei valori.